# Биметална пластина
Биметалната пластина се състои от два метала с различен коефициент на температурно разширение (α1≠α2), които са свързани помежду си чрез запояване, заваряване или съвместно валцоване. Слоят метал с по-голям коефициент на температурно разширение се нарича активен, а този с по-малко – пасивен. При загряване двата слоя на биметалната пластина се разширяват различно, вследствие на което тя се огъва по посока пасивния слой. При охлаждане огъването е в обратна посока. Най-характерният показател на биметалната пластина е нейната чувствителност, т.е големината на деформацията, която се получава при изменение на температурата с 1 °C. За голяма чувствителност трябва да бъдат изпълнени следните условия:
- коефициентите α1 и α2 да се различават значително,
- материалите, от които е изработена пластината, да могат да се свързват с гарантирана сигурност,
- използваните материали да имат голяма еластичност,
- ако пластината е предназначена за работа при висока температура и двата слоя да бъдат термоустойчиви.

## Форми
В практиката се срещат биметални пластини с разнообразна форма, като най-широко е разпространено конзолно закрепване.
- Конзолно закрепване
- U-образна
- Полукръгла форма
- Плоскоспирална пружина

## Материали
Изборът на материали зависи до каква степен трябва да бъдат удовлетворени изискванията за висока чувствителност. Най-подходящи за пасивния слой са желязо-никелови сплави. Най-често се използват инвар (35%÷37% Ni (никел) и 65%÷63% Fe (желязо)), както и платинит (41%÷42% Ni и 59%÷58% Fe) За активен слой се използва немагнитна стомана.
| Материали                              | Модули на линейна деформация E.10-3, MPa | Работни температури, °C | Максимални температури, °C | Коефициент на чувствителност за температура, °С | (α1-α2).106, °C |
| -------------------------------------- | ---------------------------------------- | ----------------------- | -------------------------- | ----------------------------------------------- | --------------- |
| Инвар ЕН36 Хром-никелова стомана       | 150 204÷240                              | -60÷200                 | 225                        | 100                                             | 18              |
| Инвар Е36 Молибден-никелова стомана    | 150 189÷210                              | -60÷200                 | 225                        | 100 200                                         | 18.2 16         |
| Платинит Н42 Монелметал                | 166 170÷183                              | -60÷315                 | 325                        | 100 300                                         | 99.7 12.6       |
| Платинит Н42 Молибден-никелова стомана | 166 189÷210                              | -60÷375                 | 400                        | 300 400                                         | 14.5 12         |
| Платинит Н42 Хром-никелова стомана     | 166 204÷240                              | -60÷375                 | 400                        | 100                                             | 13.5            |
| Инвар Е36 Месинг                       | 150 115                                  | -60÷180                 | 200                        | 100                                             | 18.7            |
| Инвар Е36 Берилиев бронз               | 150 117÷132                              | -60÷200                 | 225                        | 100                                             | 15.1            |

## Приложение
Биметалните пластини се използват за измерване на температура, за компенсация на температурните грешки в прецизните предавателни механизми, в часовниковите махала. Те са съставна част на терморегулаторите и терморелетата, на автоматичните термопредпазители за защита на електрически вериги и апарати от прегряване. Изпълняват функциите на чувствителни, двигателни или регулиращи елементи.